# Bélgica en los Juegos Paralímpicos de Atenas 2004
Bélgica estuvo representada en los Juegos Paralímpicos de Atenas 2004 por un total de 25 deportistas, 24 hombres y una mujer.

## Medallistas
El equipo paralímpico belga obtuvo las siguientes medallas:
| Nombre                                   | Deporte          | Evento                                       |
| ---------------------------------------- | ---------------- | -------------------------------------------- |
| Oro                                      |                  |                                              |
| Dirk Boon                                | Ciclismo en ruta | Contrarreloj triciclo CP 1/2 masculino       |
| Mathieu Loicq                            | Tenis de mesa    | Individual 8 masculino                       |
| Marc Ledoux Mathieu Loicq Nico Vergeylen | Tenis de mesa    | Equipo 8 masculino                           |
| Plata                                    |                  |                                              |
| Gino de Keersmaeker                      | Atletismo        | Disco F42 masculino                          |
| Marc Ledoux                              | Tenis de mesa    | Individual 8 masculino                       |
| Bronce                                   |                  |                                              |
| Kurt Van Raefelghem                      | Atletismo        | Pentatlón P13 masculino                      |
| Bert Vermeir                             | Hípica           | Doma individual estilo libre grado III mixto |